# Aménagement forestier

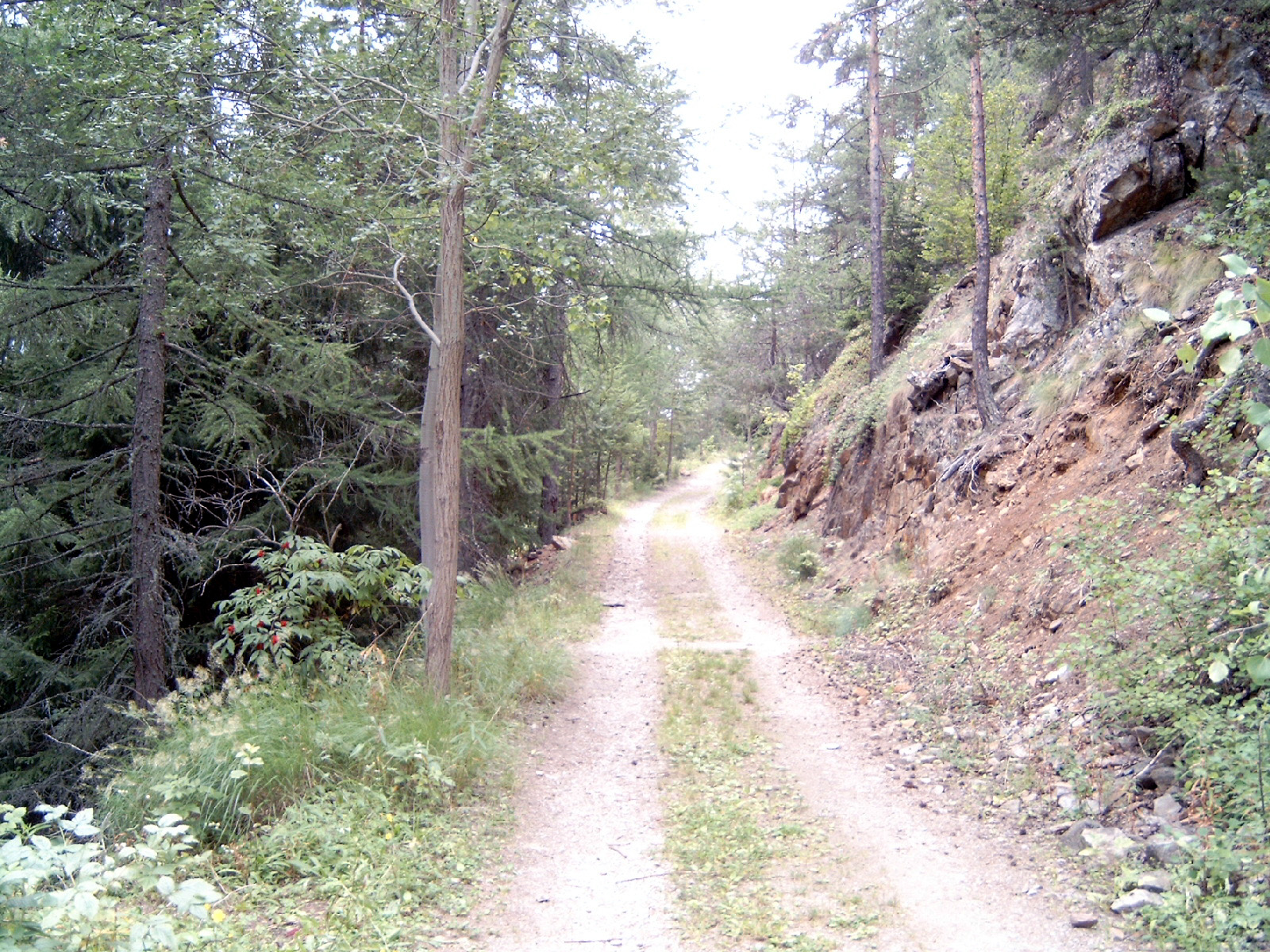
Route forestière en Italie

Pour les articles homonymes, voir Aménagement.
En foresterie, l'aménagement forestier est la planification rationnelle de la gestion d'un massif forestier ou idéalement de parcelles homogènes ou cohérentes (dite « unité de gestion » pour le FSC) du point de vue biogéographique.

## Objectifs
L'aménagement est un outil stratégique qui n'a pas de modèle universel et qui doit être périodiquement mis à jour. Il est appliqué au cas par cas, selon le contexte et l'histoire du massif. L'aménagiste pose des hypothèses, fait des paris ou des simplifications pour ses choix techniques et de gestion, par exemple à propos du choix des essences, du taux de reconstitution, d'une gestion pied à pied, en bouquet ou en coupe rase, du diamètre ou de l'âge de fructification « efficace », du taux et nombre maximum d’arbres abattables par hectare, des saisons de chantiers de coupe, de la surface maximale des coupes, du nombre de semenciers à conserver par unité de surface, de la stratégie de débardage, de la quantité de bois mort, de gros-bois ou très gros bois et d'espaces à protéger de l'exploitation, etc.

## Cadre légal

### Au Québec
Depuis le début des années 2000, le Québec prépare, sous l'égide du Ministère des ressources naturelles de la faune et des parcs (MRNFP), des « plans généraux d'aménagement forestier » mis en consultation et qui doivent être mis en œuvre de. L'article 3 de loi sur les Forêts du gouvernement du Québec définit ainsi l'aménagement forestier : « L'aménagement forestier comprend l'abattage et la récolte de bois, l'implantation, l'amélioration, l'entretien et la fermeture d'infrastructures, l'exécution de traitements sylvicoles y compris le reboisement et l'usage du feu, la répression des épidémies d'insectes, des maladies cryptogamiques et de la végétation concurrente de même que toute autre activité ayant un effet sur la productivité d'une aire forestière. »

### En France
Le terme d'aménagement forestier désigne un document d'aménagement, rédigé par l'Office national des forêts, valable 10 à 25 ans, obligatoire pour la forêt publique, dès qu'elle relève juridiquement du régime forestier (forêts domaniales, forêts communales, forêts des collectivités).
Il peut y avoir des exceptions, sur des terrains appartenant au ministère de la défense ou pour des massifs où l'on ne souhaite pas de production sylvicole, alors généralement couverts par un « plan de gestion » visant à restaurer, protéger et gérer la biodiversité, comme dans les parcs nationaux par exemple. Le code forestier attribue à ce document la valeur d'une garantie de gestion durable (Selon ce même code « La gestion durable des forêts garantit leur diversité biologique, leur productivité, leur capacité de régénération, leur vitalité et leur capacité à satisfaire, actuellement et pour l'avenir, les fonctions économique, écologique et sociale pertinentes, aux niveaux local, national et international, sans causer de préjudices à d'autres écosystèmes ».
En forêt privée, on parle de plan simple de gestion (PSG), bien que le principe en soit très proche.
Les forêts privées de plus de 20 ha d'un seul tenant (ou d'un ensemble de parcelles forestières d'une surface totale égale ou supérieure à 20 hectares appartenant à un même propriétaire) doivent être dotées d'un « plan simple de gestion », approuvé par le Centre régional de la propriété forestière. Le plan simple de gestion n'a pas besoin d'être aussi précis que l'aménagement d'une forêt publique.
L'aménagement forestier comprend :
- une analyse qui, outre le bilan de l'aménagement précédent, décrit la composition de la forêt et ses différentes fonctions : protection des sols en montagne ou des dunes sur la côte, usages récréatifs en forêt périurbaine, forêt majoritairement de production, volonté de conserver la biodiversité…
- une fois ces fonctions mises en évidence, des objectifs hiérarchisés sont alors assignés à la gestion forestière, tant au niveau de la production de bois, du paysage, de l'accueil du public, de la biodiversité…
- Ils se déclinent en actions concrètes, dont la récolte des bois, avec les coupes programmées sur vingt ans, ou des travaux à caractère patrimonial dans la forêt, qui sont refinancés par le produit de la vente des coupes.
- En forêt publique et communale, « les évènements marquants de la vie de la forêt sont consignés dans un "journal" : le sommier de la forêt, qui alimentera la prochaine révision ». Ce sommier est la mémoire de la forêt transmise de génération en génération[7]. Depuis quelques années, pour protéger la biodiversité, le PSG ou document d'aménagement identifie les habitats particuliers pour lesquels les exploitations seront adaptées (plus douces) ou même exclues temporairement ou plus durablement (îlots de sénescence, réserves biologiques).

## Cibles
L'aménagement forestier vise de plus en plus la multifonctionnalité durable de la forêt, avec :
- une production raisonnée de bois
- une production raisonnée d'autres produits forestiers que le bois ;
- le maintien ou la restauration des services sociaux et écologiques rendus par l'écosystème forestier, ce qui implique idéalement :
  - une stabilisation (voire une restauration) des sols
  - un taux minimal de couvert forestier, l'intégrité écologique du massif
  - la protection des eaux et des sols,
  - le maintien du rôle culturel, aménitaire et nourricier de la forêt.
  - la protection, restauration et bonne gestion des écosystèmes et donc des habitats et des espèces qui les composent ;
  - un contrôle des activités de chasse, pêche et cueillette, en partenariat avec les populations et autorités locales

…tout en permettant l'accueil du public et des loisirs compatibles avec une production durable…
De plus en plus souvent depuis les années 1990, il vise une démarche de contractualisation avec les populations riveraines des concessions ou propriétés forestières. L'aménagement forestier peut, s'il est transparent, documenté et appuyé par des preuves crédibles, contribuer à répondre à la demande sociale de gestion durable des forêts. Il est d'ailleurs obligatoire et accompagné de critères précis (qualitatifs et quantitatifs) pour l'obtention d'écolabels tels que le PEFC ou le FSC.

## Moyens

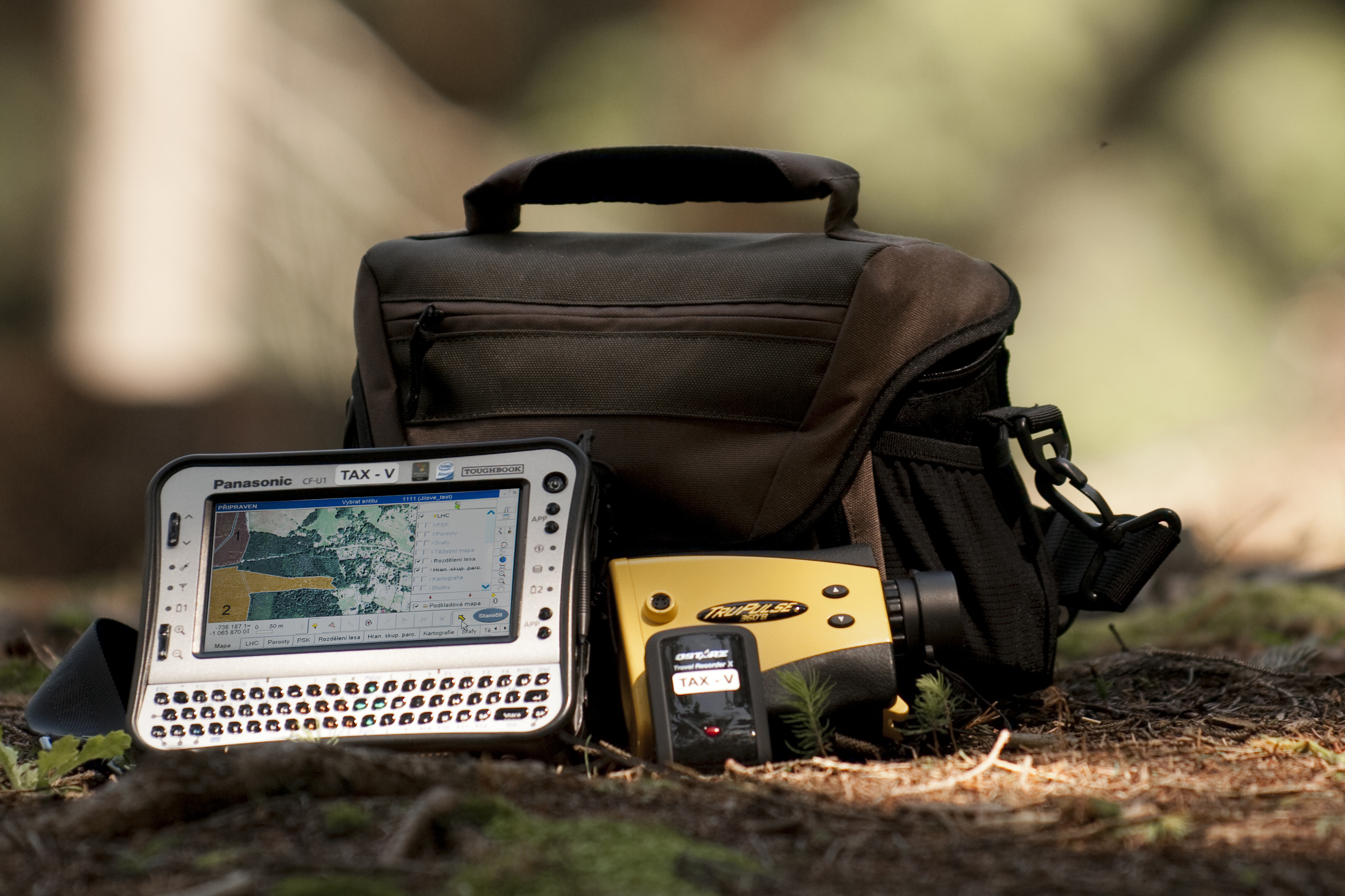
Matériel électronique utilisé pour l'aménagement forestier (ordinateur durci de terrain, GPS et laser télémètre) permet de créer les cartes forestières directement sur le terrain

Il s'appuie sur une analyse (si possible avec un inventaire) :
- des milieux et de leur histoire (sols, climat, exposition, topographie, écopotentialités) ;
- des peuplements (essences, types de peuplement, âges et dimensions des arbres, productivités, densités) ;
- des espèces associées (strates basses et herbacée, animaux, champignons, micro-faune).

De manière à définir et hiérarchiser des enjeux (économiques, écologiques, sociaux) et des objectifs à plus ou moins long terme, il s'appuie sur :
- un dispositif statistique solide, cohérent et de grande ampleur ;
- un outil cartographique (carte à main levée, SIG).

Il détermine enfin :
- la production escomptée (en qualité et quantité),
- un calendrier annuel d'actions à mettre en œuvre, par parcelle.

## La circulation en forêt
Le réseau des routes forestières, pistes, layons et chemins forestiers est abordé par l'aménagiste, avec des choix difficiles de moyen et long terme, car ce réseau est coûteux et doit être entretenu, et il influera différemment selon sa conception sur la fragmentation écologique de la forêt, le taux de couverture (et donc la surface laissée aux arbres et autres espèces), la circulation de l'eau, les microclimats, la naturalité du milieu, la qualité physico-chimique des milieux adjacents, la pénétrabilité des cœurs d'habitats, et donc sur les capacités de résistance et résilience du milieu, face aux dérèglements climatiques notamment.
Le modèle de gestion (proche de la nature, en bouquet ou en pied à pied, avec ou sans régénération naturelle ou au contraire en plantations équiennes et coupes rases, et le type de débardage choisi appelleront différentes infrastructures de cheminements. Des cheminements provisoires sont localement possibles (ponts amovibles, etc.). Des matériaux nouveaux tels que géotextiles, mais surtout géogrille permettent de faire des routes plus légères et plus stables sur des sols à faible portance (tout en ouvrant à l'exploitation des milieux fragiles (zones humides, sableuses, vaseuses, limoneusse, para tourbeuses, sub-pergélisols...), qui étaient souvent les derniers refuges de la biodiversité patrimoniale).
Construction et entretien du réseau routier :

Les routes forestières sont construites pour l’évacuation des grumes exploitées. L’étape de planification est très importante car elle doit permettre de trouver un équilibre entre la proximité de la ressource, des distances de débardage acceptables. Une fois finie l'exploitation ces routes sont fermées pour laisser la place à la régénération naturelle.